# Świątynia Ciyou

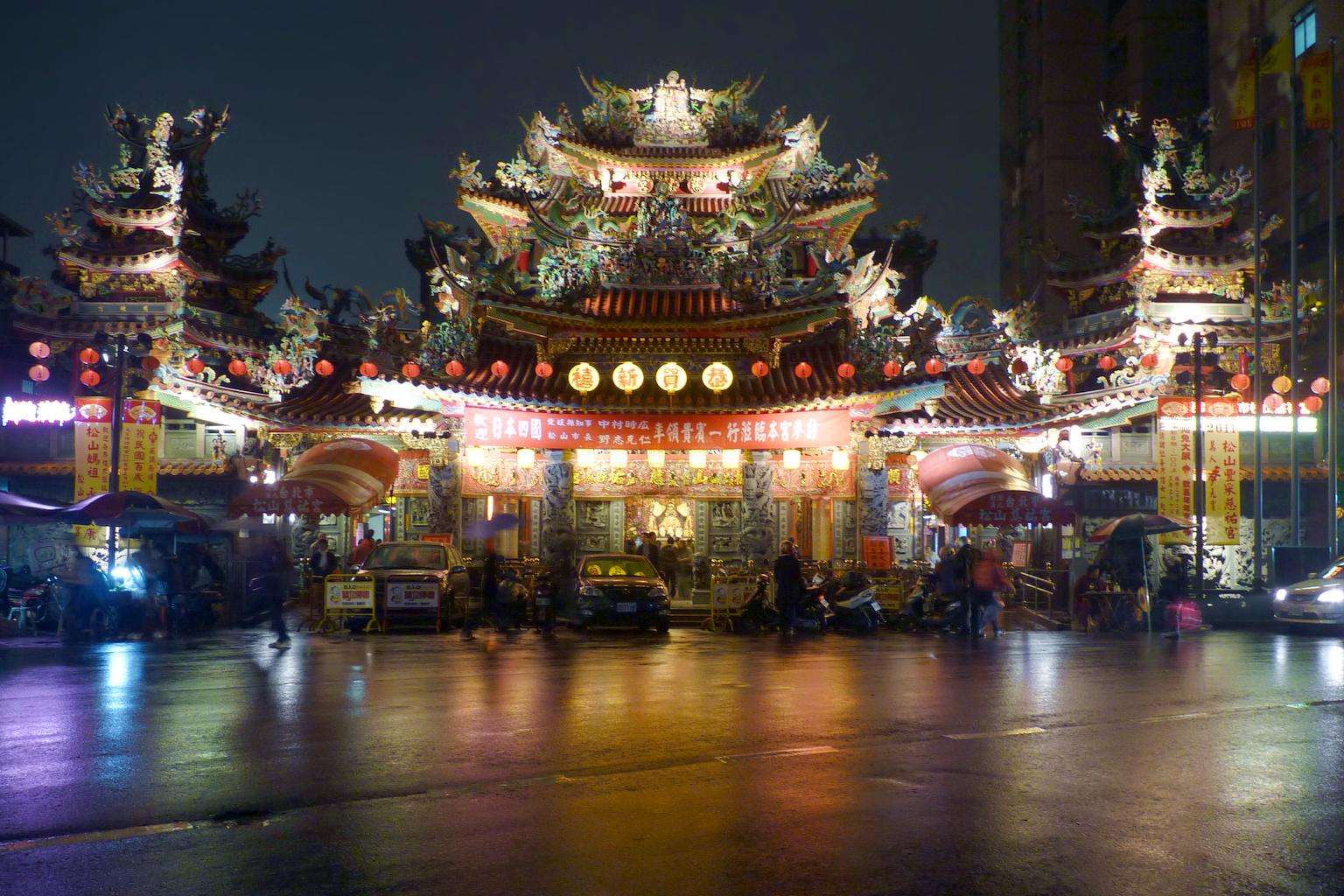
Świątynia Ciyou

Świątynia Ciyou (chiń. 松山慈祐宮; pinyin Sōngshān Cíyòu Gōng; pe̍h-ōe-jī Siong-san-chû-iū-kiong) – dedykowana bogini Mazu świątynia, znajdująca się w dzielnicy Songshan w Tajpej na Tajwanie.
Zbudowana została w latach 1753-1757. Wewnątrz świątyni umieszczono posąg Mazu, przywieziony z Meizhou w prowincji Guangdong. Główny pawilon to wzniesiony na planie kwadratu majestatyczny budynek, którego dach zwieńczony jest otoczonymi parą smoków wizerunkami trzech bóstw symbolizujących bogactwo, szczęście i długowieczność. Co roku czwartego miesiąca księżycowego chińskiego kalendarza w świątyni odbywają się uroczyste obchody święta ku czci Mazu.